# V-FORK
株式會社V-FORK（日语：株式会社ヴイ·フォーク）是日本的演藝事務所。

## 旗下藝人
2020年10月時點。

### 聲優
女性
- 原田彩楓
- 川上莉央（日语：川上莉央）

男性
- 德本英一郎
- 友島光貴

準所屬
- 瀨戶千花

業務提攜
- 五十嵐浩子（日语：五十嵐浩子）
- 染谷俊之
- 輝山立（日语：輝山立）
- 服部武雄 (俳優)（日语：服部武雄 (俳優)）

### 藝人
女性
- 比嘉賽琳娜（日语：比嘉セリーナ）

## 外部連結
- 官方网站（日語）
- V-FORK的X（前Twitter）（日語）